# 鄭季
鄭季（?—?），西汉人物，河东郡平阳县（今山西省临汾市西南）人，衛青的父亲。
鄭季本来是縣吏，在平阳侯家做事。平陽侯曹壽尚汉武帝姊陽信長公主。鄭季與陽信長公主家僮衛媼私通，生下卫青。衛青小时候跟着父亲鄭季，鄭季让他牧羊。鄭季正妻的儿子都拿奴隶看衛青，不当做是兄弟。后来卫媪的女儿衛子夫被汉武帝宠爱，立为皇后，衛青破匈奴有功，官至大将军。